# 沙薑雞

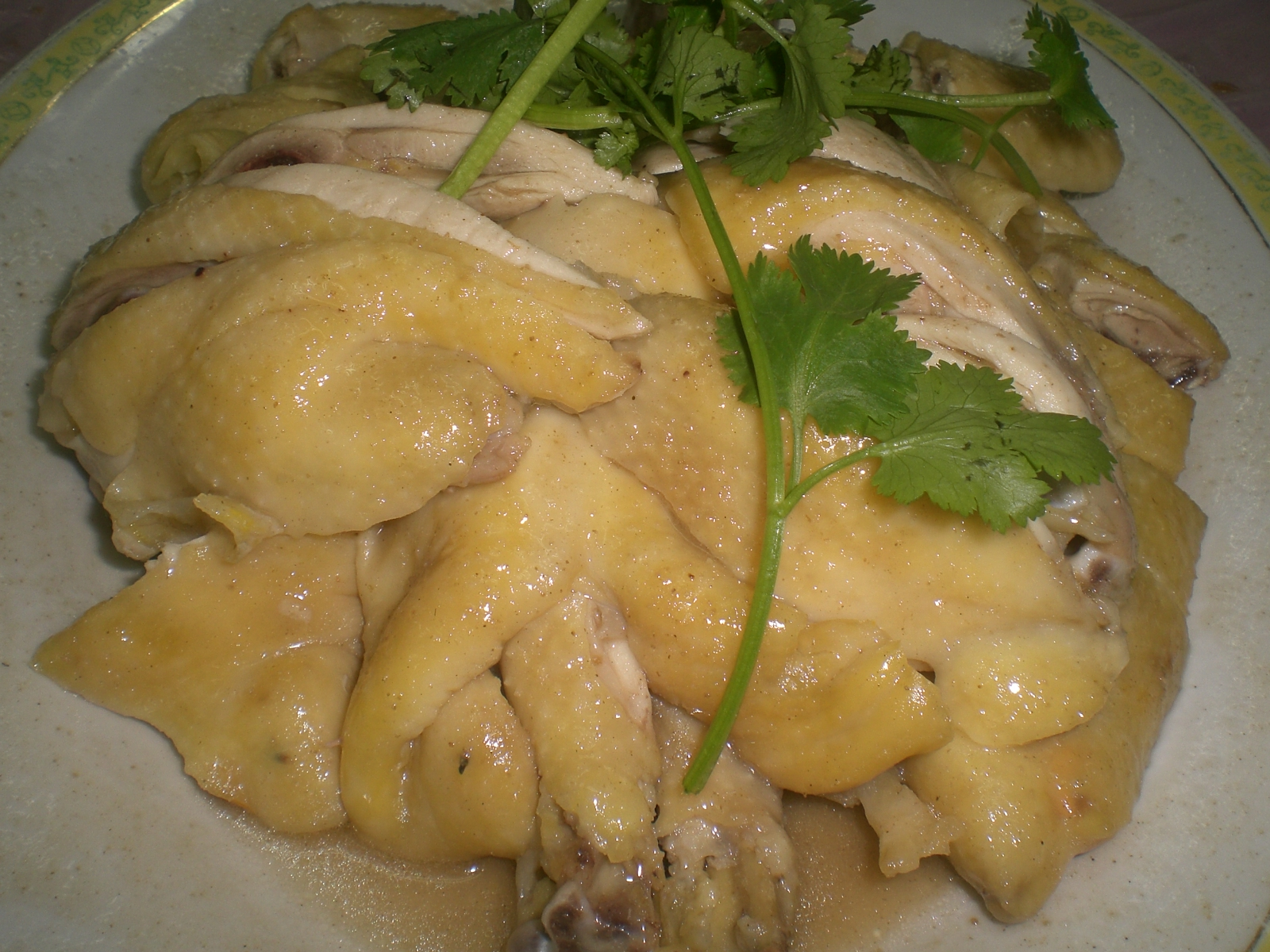
沙薑雞

沙薑雞是一道雞肉粵菜，使用原產於海洋東南亞的沙薑作為雞肉的調味料，是中國廣東及香港常見的雞肉菜式。

## 作法
沙薑雞的做法與白切雞類似，但會用切碎的沙薑或沙薑粉、米酒、生抽及鹽等調味料，塗在雞的表面及雞腔進行醃製，然後才放入鍋內蒸煮，雞蒸熟後，再放涼進食。